# Municipio de Hemen
El municipio de Hemen (en inglés: Hemen Township) es un municipio ubicado en el condado de Barnes en el estado estadounidense de Dakota del Norte. En el año 2010 tenía una población de 27 habitantes y una densidad poblacional de 0,29 personas por km².

## Geografía
El municipio de Hemen se encuentra ubicado en las coordenadas 46°50′49″N 98°15′31″O / 46.84694, -98.25861. Según la Oficina del Censo de los Estados Unidos, el municipio tiene una superficie total de 93.47 km², de la cual 91,07 km² corresponden a tierra firme y (2,57 %) 2,4 km² es agua.

## Demografía
Según el censo de 2010, había 27 personas residiendo en el municipio de Hemen. La densidad de población era de 0,29 hab./km². De los 27 habitantes, el municipio de Hemen estaba compuesto por el 100 % blancos. Del total de la población el 0 % eran hispanos o latinos de cualquier raza.